# Wasserturm Sayda
Der Wasserturm von Sayda liegt neben der Begräbniskirche am höchsten Punkt der Stadt. Der 25 m hohe Wasserturm bildet neben dem Kirchturm eine weithin sichtbare Landmarke und ist durch seine zentrale, hoch gelegene Lage ein Wahrzeichen der Stadt mit ortsbildprägender Wirkung.

## Geschichtliches zur Wasserversorgung Sayda
Das Einzugsgebiet der Bergstadt liegt auf einer durchschnittlichen Höhe von 660 m ü. NN bis 680 m ü. NN. Für die Wasserversorgung der Einwohner wurden über die Jahrhunderte sieben Wasser-Röhrtouren angelegt, da im gesamten Stadtgebiet keine Quelle vorhanden war, die ausreichend Wasser führte. Aus dieser Zeit sind nur zwei Namen der aus den höher gelegenen Quellgebieten und mit hölzerne Rohren verlegte Leitungen überliefert. Hierzu gehörte die fast 3 km lange und als wahres Bergbauwunder beschriebene Wiesen-Wasser-Röhrtour sowie die sehr bedeutende Gottesacker-Wasser-Röhrtour. Diese führten das Wasser in die Stadt und speisten extra aufgestellte Wassertröge, welche zu dieser Zeit eine besondere Zierde der Stadt waren. Der genaue Verlauf der Wasserleitungen und die Standorte der Quellen sind heute nicht mehr bekannt. Da letztere aber höher als die Stadt liegen müssen, sind nur Quellgebiete im Mühlholz sowie in Richtung Kreuztanne möglich.
Trotz dieser enormen Aufwendungen (verbunden mit hohen Kosten) für die Wasserzuführung in die Stadt war es im Jahre 1892 zu chaotischen Zuständen gekommen. Auslöser war eine langanhaltende Dürre die durch folgende Faktoren verstärkt wurde.

### Klima/Hungersnot
Im 19. Jahrhundert war das Klima in Mitteleuropa deutlich kälter als heute (kleine Eiszeit, Gletscherhochstand 1848, Jahr ohne Sommer 1816). Durch die Mittelgebirgslage hatten die Menschen sehr oft unter diesen harten Naturbedingungen zu leiden. Der Pflanzenwuchs war spärlich und die Winter hart und lang. Es kam oft zu Hungersnöten die 1892 durch die zusätzliche Dürre verstärkt wurden.

### Entwaldung
Durch den massiven Nutzholzbedarf (Bergbau, Bauholz sowie Brennholz) war zum Ende des 19. Jahrhunderts kaum noch Wald in der Region vorhanden. Dies lässt sich auch anschaulich in den Karten, die im 19. Jahrhundert erstellt wurden, erkennen. Die massive Entwaldung führte zu einer Verschlechterung der Trinkwasserversorgung, da der Grundwasserspiegel sich absenkte.

### Krankheit
Die zu der damaligen Zeit häufig vorkommende Typhuserkrankung war besonders im Südwesten Deutschlands überdurchschnittlich stark verbreitet. Durch die fehlende Kanalisation und die öffentliche Nutzung der offenen Wassertröge brach in dieser Zeit eine Typhusepidemie auch in Sayda aus. Aus heutiger Sicht lässt sich der Ausbreitungsweg nachvollziehen, da durch die Nutzung von Oberflächenwasser und dem geringen Nachlauf von Frischwasser – begünstigt durch hohe Temperaturen – eine hohe Keimbelastung entstand. Verbunden mit einer fehlenden Hygiene an den Entnahmestellen breitete sich die Infektionskrankheit schnell aus. Todesfälle aus dieser Zeit sind nicht bekannt.

### Allgemeiner Unmut durch die Wasserknappheit und Qualität des Trinkwassers
Ebenfalls zu Unmut führte das geringe vorhandene Speichervolumen der hölzernen Wassertröge sowie der geringe Zulauf. Schon im Mittelalter wurden deswegen in trockenen Sommern Wachposten aufgestellt, die die Wasserentnahme kontrollierten.
Höchstwahrscheinlich war der Wassermangel auch der Grund, warum die Stadt überdurchschnittlich viele Stadtbrände erlebte, die ganze Stadtteile vernichteten. Bei tiefen Temperaturen wurde die Stadt ebenfalls von der Wasserversorgung abgeschnitten, da die Leitungen zufroren bzw. platzten. Durch die hölzernen Leitungen machte sich häufig ein unangenehmer Geschmack im Trinkwasser bemerkbar, bei älteren Leitungen war die Qualität des Wassers oft bedenklich.

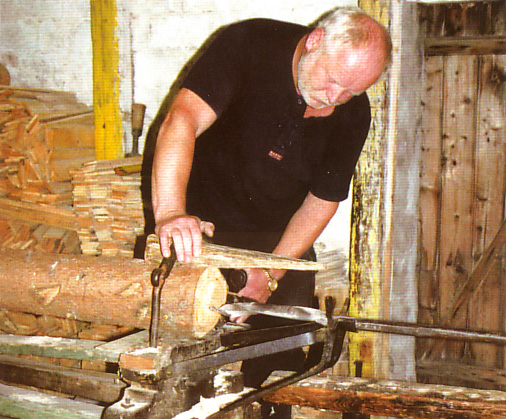
Röhrenbohrerei Friedebach

## Bau einer ersten Versorgungsleitung
Durch die genannten Punkte war das städtische Gemeinwesen in arge Not geraten, da die Bevölkerung fortgesetzt auf Abhilfe drängte. Der Chronist Walter Göthe schrieb dazu:
„Da sich trotz intensivster Bemühungen kein weiteres Wasser mittels natürlichen Gefälles in die Stadt bringen ließ, wurde der Quellenfinder Beraz nach Sayda zitiert um Quellgebiete zu erkunden. Mit gutem Erfolg konnte er eine ergiebige Quelle in den sogenannten ‚Fleckenwiesen‘ erkunden. Das Wasser erschien geeignet und ergiebig.“
Interessant ist diese Aussage dahingehend, da in der Karte die um 1800 von Sayda gefertigt wurde, das Quellgebiet und der Fleckenwiesenbach eingezeichnet sind. Unbekannt war das Gebiet somit nicht. Weiterhin schreibt Göthe:
„Die Zentralstelle für öffentliche Gesundheitspflege befand das Wasser als genügend reines Trinkwasser. Der Ratsvorstand lenkte also sein Augenmerk auf dieses Quellgebiet. Unter großem Kostenaufwand war es möglich, das vorgefundene Wasser mit einer Pumpenanlage auf die höchste Erhebung zu befördern und von dort in einem Rohrleitungssystem in die Stadt fließen zu lassen. Für die damalige Zeit ein gigantisches Ansinnen für die Kleinstadt Sayda.“

## Bau des Wasserturms und der Hochdruckleitung
Ein weiteres Dürrejahr zwang 1893 aber schließlich zum Handeln. Erneut wuchs ein heftiger Widerstand aus der Bevölkerung dem Stadtrat unter dem Bürgermeister Hermann Rudolf Uhlich entgegen. Der Ratsvorstand und die städtischen Kollegien beschlossen den Bau einer Hochdruckwasserleitung und beauftragten die Königin Marienhütte in Cainsdorf bei Zwickau mit der Ausführung. Der Bau begann noch im Jahr 1893.

Nach Fertigstellung des Rohbaus 1893/1894

### Technische Details

#### Turm
Der Turm wurde am höchsten Punkt der Stadt errichtet, als Baumeister ist J. Neubert aus Friedebach verzeichnet. Der aus Naturstein gemauerte Schaft des 25 Meter hohen Turms trägt Wasserbehälter mit 200 m³ Fassungsvermögen. Der nach dem Intze-Prinzip (Typ „Intze I“) konstruierte Behälter hat einen schräg nach innen eingezogenen Boden, der ringförmig auf dem Schaft des Turms aufliegt und so dessen etwas geringeren Durchmesser bedingt. Der innere Bereich des Bodens ist nach oben gewölbt, sodass keine Horizontalkräfte, sondern lediglich Vertikalkräfte in den Turmschaft eingeleitet werden, was ebenfalls zu einer leichteren, kostengünstigeren Bauweise beiträgt. Diese auf den Ingenieur Otto Intze zurückgehende Bauart wurde in Deutschland insbesondere zwischen 1885 und 1905 angewandt. Der Schaft ist leicht konisch und wird durch ein profiliertes Gurtgesims oberhalb der hohen Sockelzone sowie scharrierte Sandstein-Gewände am Rundbogenportal und an den regelmäßig angeordneten Rundbogenfenstern akzentuiert. Das auskragende Behältergeschoss ist verputzt und wird von einem Rundbogenfries an der Traufe des Kegeldachs abgeschlossen. An der Nordostseite befindet sich ein aus dem Sockel leicht hervorspringender Eingangsbereich.

#### Wasserwerk mit Hochdruckwasserleitungen
Von der Königin Marienhütte in Cainsdorf bei Zwickau wurden – neben dem stählernen Wasserbehälter – südlich der Stadt die zugehörigen Hochdruckwasserleitungen (600 m lange und 60 Höhenmeter überbrückende Verbindung zwischen Wasserwerk und Turm) und das Wasserwerk errichtet. Das Wasser des Fleckenwiesenbachs entspringt dem „Fischhälterbrunnen“, der schon im Jahr vorher für die Wasserversorgung genutzt wurde. Göthe schrieb hierzu:
„Die Quelle befindet sich ca. 4 bis 5 Meter unter der Erdoberfläche. Beim Austritt aus dem Fels neu gefaßt und derartig verwahrt worden, daß Tagewässer nicht zu ihnen herabdringen können.“
In dem ausgemauerten Bassin kommt selbst bei trockenen Phasen ein Volumen von 210 l/min an. Die Leistung der Pumpenanlage von 1901 betrug 249,6 l/min. Diese war täglich etwa 18 Stunden im Einsatz. Durch die Wirkung des erhöhten Standorts und der Eigenhöhe des Wasserturms war im gesamten Leitungsnetz der Stadt ein ausreichender Wasserdruck vorhanden. Nicht dokumentiert wurde, ob auch die Hausanschlussleitungen von der Königin Marienhütte verlegt wurden.

### Eröffnung
Am 8. Oktober 1894 wurde die gesamte Anlage feierlich in Betrieb genommen. Die erforderlichen Baukosten von 75.000 Mark wurden durch eine amortiersierbare Anleihe gedeckt.

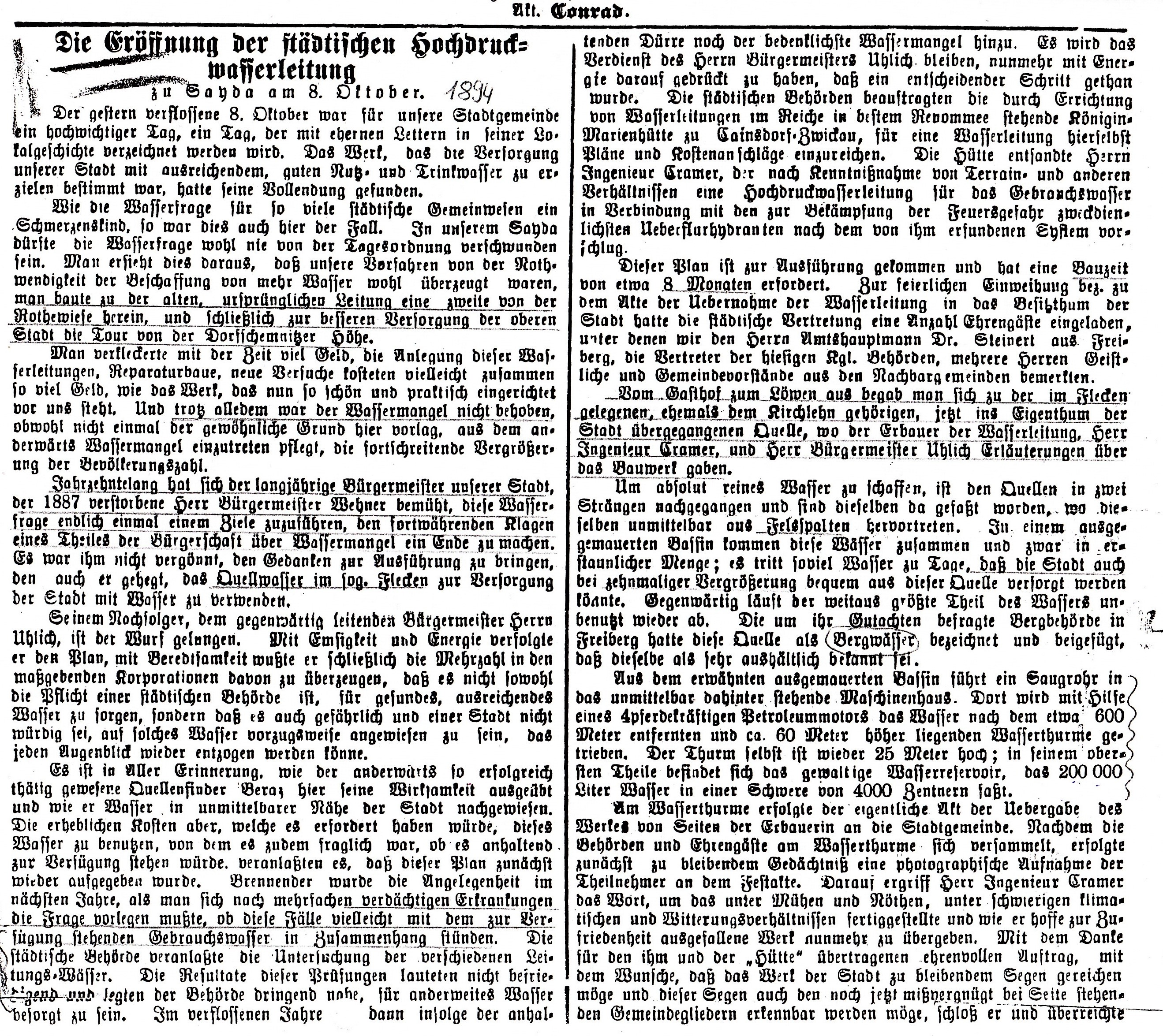
Wasserturm, Zeitungsartikel von 1894

Seit dieser Zeit hat die Stadt niemals wieder eine Wasser-Kalamität erlebt. Der Betriebsaufwand wurde immer voll durch den Wasserzins gedeckt. Die Schaffung der Hochdruckwasserleitung ist eines der wichtigsten Ereignisse in der Lokalgeschichte der Stadt Sayda.

Einweihung des Wasserturms, 8. Oktober 1894

## Elektrizitätswerk Sayda
Wichtig für die Wasserversorgung war auch die Errichtung des Elektrizitätswerkes Sayda am 1. Dezember 1898 auf privater Basis. Später wird die Anlage durch die Stadt erworben. Hierdurch konnte ein 7,5-kW-Elektromotor (ursprünglich nur ein 4-PS-Petroleummotor) im Maschinenhaus für 24 Stunden betrieben werden.

## Abwasser
Die Errichtung einer Hochverschleusung für die Abwasser der Stadt begann im Jahre 1900. Mit der Verwirklichung der obigen Vorhaben hat die Stadt Sayda frühzeitig Anschluss mit den größeren Städten gehalten.

## Erweiterung 1911
Trotz der im Jahre 1911 überall herrschenden Wassernot hat sich die Saydaer Wasserversorgung glänzend bewährt. In diesem Jahr tritt mit weniger als 250 mm Jahresniederschlag wieder ein Dürrejahr auf, welches sich erst 1982 wiederholte. Um einen weiteren Puffer für die Stadt zu haben, beschloss man, einen weiteren Bassin mit 50 m³ Wasserinhalt zu bauen – welcher bei extrem hohem Wasserverbrauch mit eingesetzt werden sollte. Für diesen Sammelbehälter mussten nochmals 4600 Mark aufgewendet werden. Im Jahre 1911 bezog die Stadt die Wassermenge von 41316 m³ Wasser. Wofür 3453 Betriebsstunden der Pumpen nötig waren. Die dazu benötigte elektrische Arbeit kostete 1895 Mark.

## Gegenwärtige Wasserversorgung der Stadt
Der Wasserturm ist bis heute in Betrieb und als frühes Zeugnis der zentralen städtischen Wasserversorgung am ausgehenden 19. Jahrhundert von orts- und technikgeschichtlicher Bedeutung.
Das städtischen Wassersystem wurde während der DDR-Zeiten staatlich organisiert. Nach 1991 wurde diese Aufgabe vom Wasserzweckverband Freiberg übernommen. Heute besteht seine Funktion im Wesentlichen als Puffer für die Wasserversorgung. Im Jahr 1995–96 erfolgte eine Generalüberholung. Der Wasserturm ist nur von außen zu besichtigen, eine Öffnung für Besucher ist nicht möglich. Die letzte Öffnung für Besucher war im Rahmen der 800-Jahr-Feier der Bergstadt Sayda.
Das Wasserwerk wird heute nicht mehr genutzt und ist wieder Eigentum der Stadt.

## Galerie

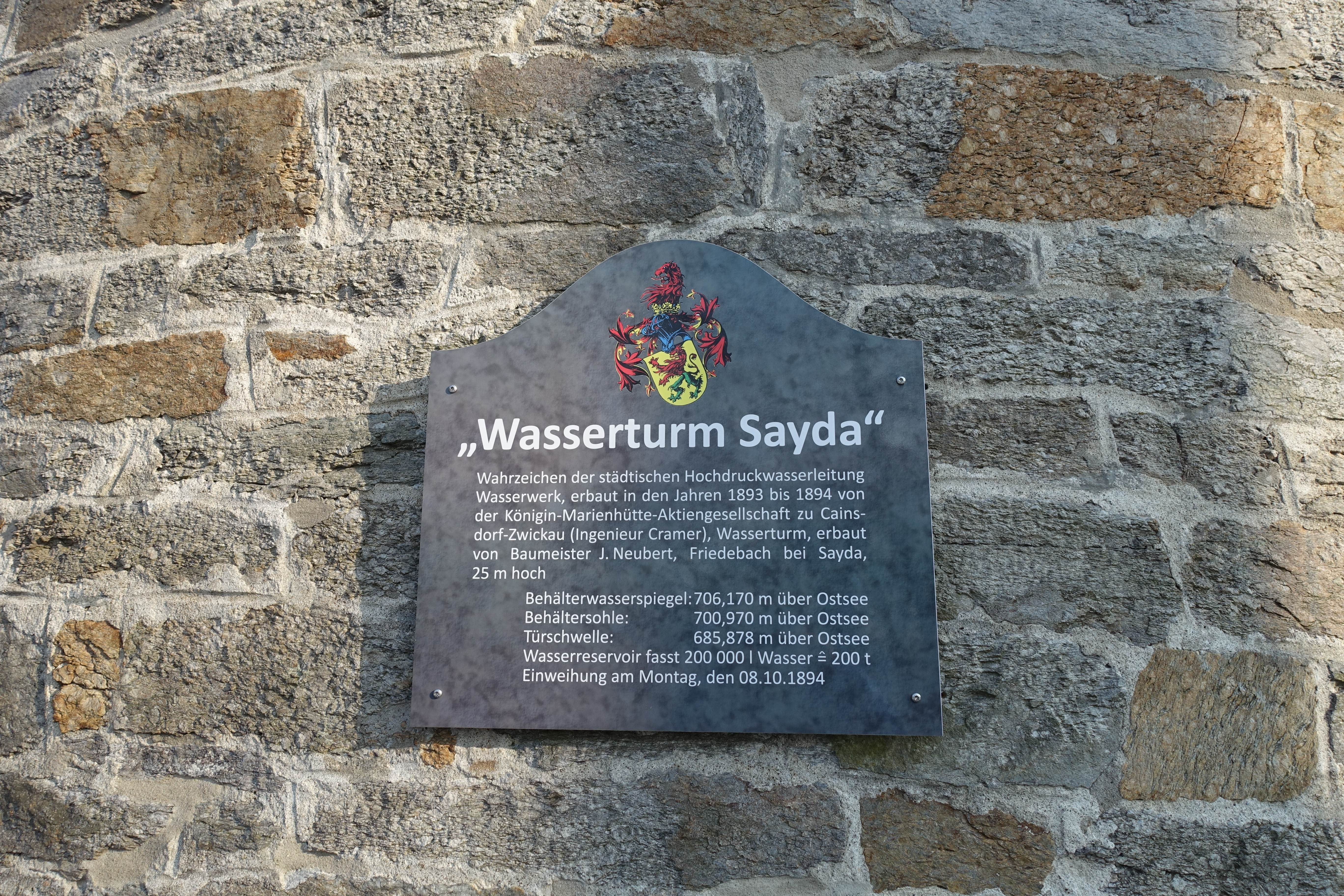
Beschreibung Wasserturm Sayda
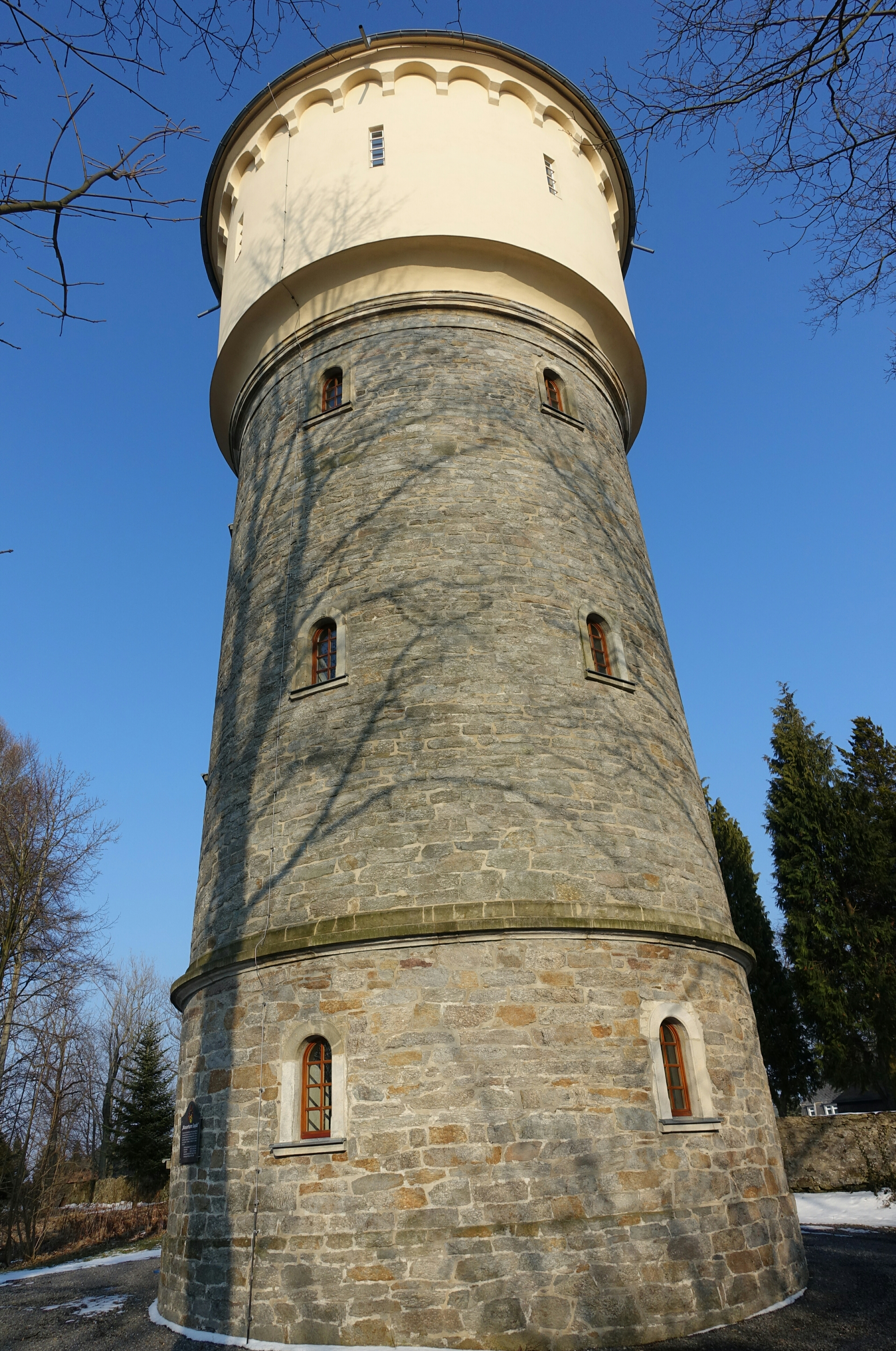
Wasserturm Sayda – März 2018
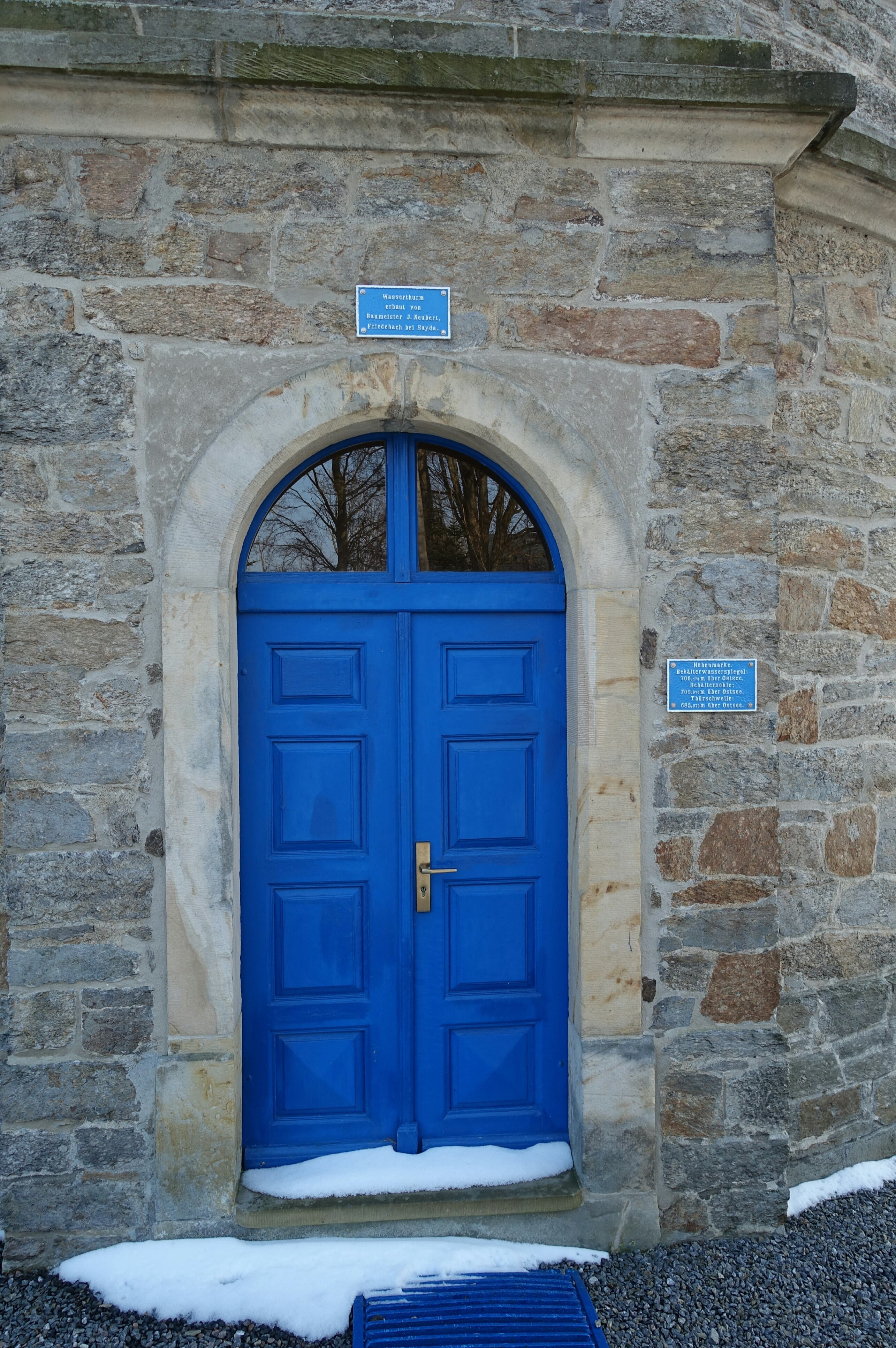
Eingang Wasserturm
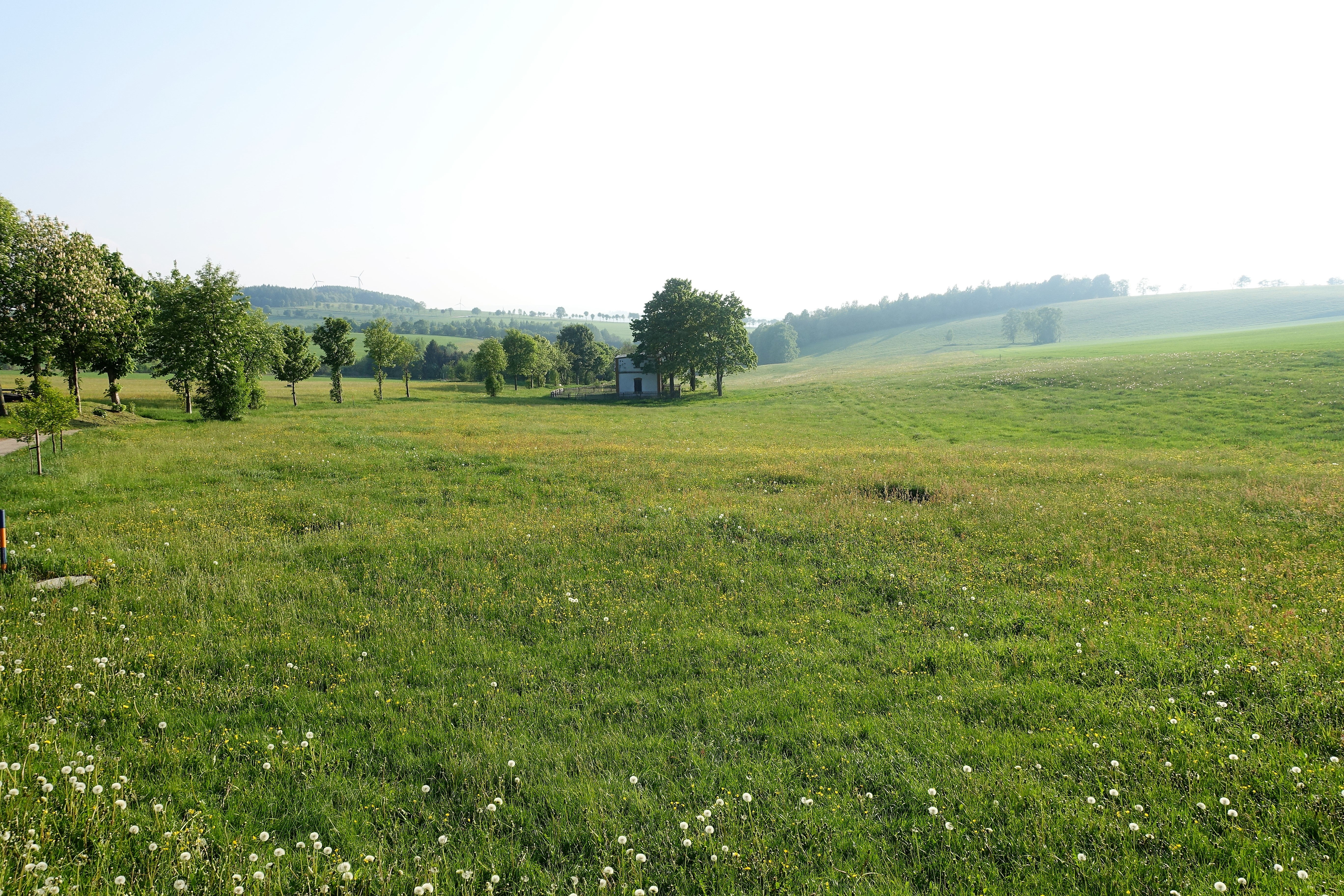
Blick von der Stadt über die Fleckenwiesen auf das Wasserwerk (Mai 2018)
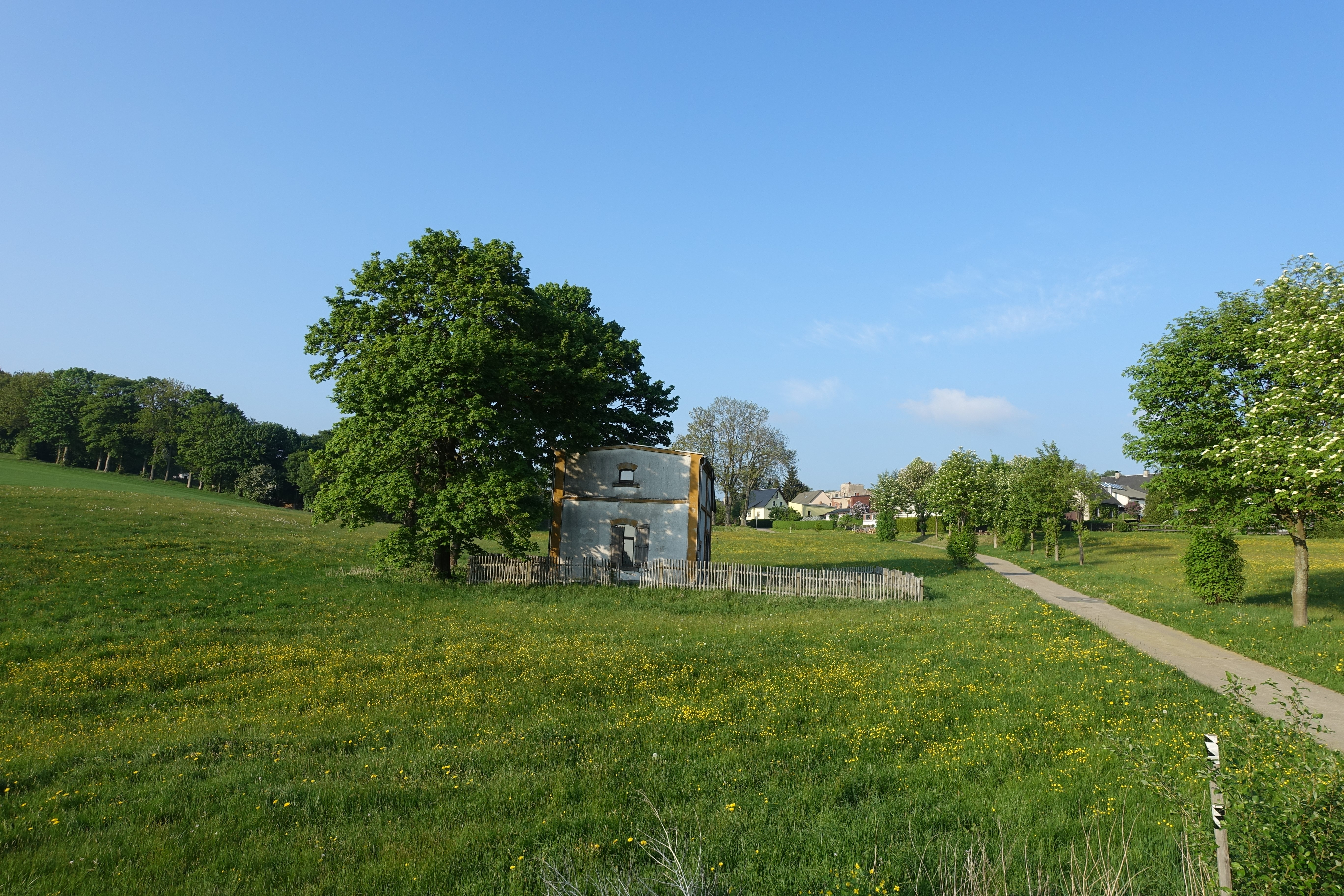
Blick vom Wasserwerk in Richtung Stadt (Mai 2018)
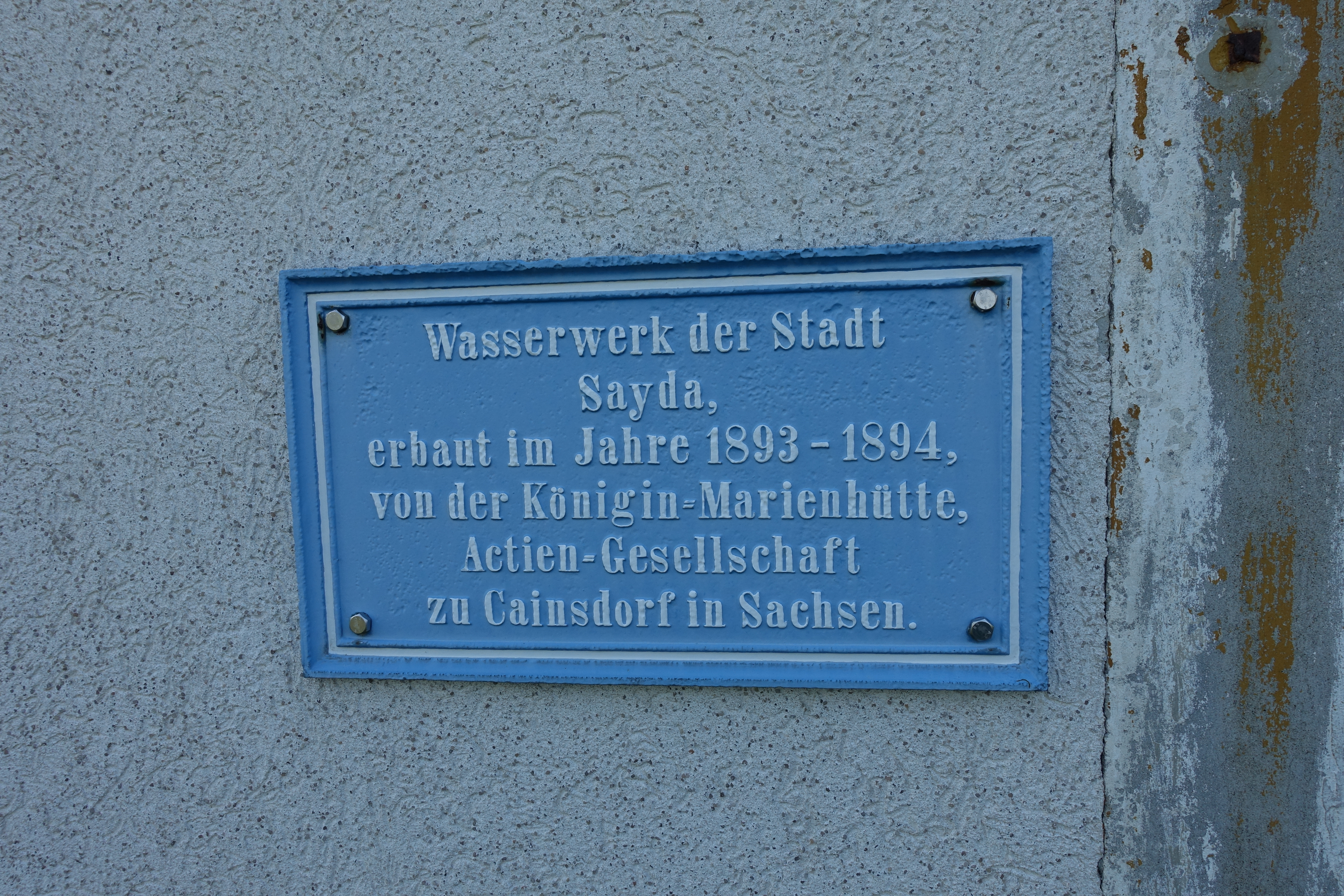
Schild am Wasserwerk Sayda